# Никола Шубић Зрински
Никола Зрински (хрв. Nikola Zrinski; мађ. Zrínyi Miklós) био је хрватски племић и генерал у служби Хабзбурга, члан племићке породице Зрински и бан краљевина Хрватске и Славоније у периоду од 1546. до 1556. године. У Европи је постао познат учешћем у бици код Сигета, и данас је један од највећих и најславнијих хероја код Мађара и Хрвата.

## Биографија
Никола Зрински је рођен као син Николе III Зринског и Јелене Карловић. Истакао се у опсади Беча (1529). Краљ Фердинанд га је 1526. поставио за хрватског бана.
Године 1543. оженио се Катарином Франкопан, сестром грофа Стјепана Франкопана Озаљског. Она му је родила много деце, међу којима је био његов наследник Јурај IV Зрински. Током своје владавине спасио је хрватско краљевство од сигурне пропасти. Успешно је ратовао и добио велики број битака. За војне заслуге, краљ Фердинанд му је дао Међимурје са утврђеним градом Чаковцем, који се од 1546. налази у поседу породице Зрински, све до њиховог изумирања (крајем 17. и почетком 18. века). Године 1556. Зрински се одрекао места бана. На његово место постављен је Петар Ердеди.

## Одбрана Сигета
Султан Сулејман I креће са више од 100.000 војника и 200 топова на војни поход с циљем да освоји град који се налазио у срцу Европе, Беч, а затим и целу Европу. На том путу се, као препрека, нашло утврђење Сигетвар. У малој утврди Сигет, Зрински се ужурбано припрема за одбрану. Његова војска, састављена од хрватских, мађарских и немачких војника, која броји око 2.500 војника, потпуно му је одана. Сви су чврсто одлучили бранити утврђење до последњег војника. Опсада је почела 5. августа 1556. године и трајала је пуних месец дана. Како се сигетска војска јуначки бранила и наносила велике губитке турској војсци, велики везир Мехмед-паша Соколовић шаље писмо у којем обећава Зринском да ће му даровати целу Хрватску ако му преда Сигет. Никола Зрински не размишљајући одбија ту понуду. Мало касније, Сулејман шаље доказ Зринскоме да су му заробили најстаријег сина Јурја у Међимурју, и тражи да му преда Сигет ако га жели живог. Зрински и то одбија. Потом је Сулејман послао још неколико писама на хрватском, мађарском и немачком језику у којима позива војнике да се предају, да не губе узалуд главе, па ће их султан још и наградити. Иако су знали да не постоје никакве могућности да им стигне помоћ, војници су наставили са борбом.
Тако су од јутра до мрака одбијали многобројне јурише и наносили тешке губитке турској војсци. Султан Сулејман I, 4. септембра, изненада умире у свом шатору, а велики везир Мехмед-паша Соколовић је вешто сакрио његову смрт, да исцрпљеној војсци не би опао морал. Након што су 7. септембра ватреним стрелама запалили град, Турци су очекивали предају. Али Зрински и преживели војници крећу у јуриш на турску војску и јуначки губе животе.
Мртвом Николи Зринском, јањичарски заповедник је одсекао главу. Мехмед-паша Соколовић главу хрватског бана шаље будимском паши. Николину главу је 18. септембра преузео његов син Јурај IV Зрински. Донео ју је у град Чаковец. Глава је покопана у породичној гробници Зринских, у локалитету недалеко од Чаковца, уз гроб Николине прве супруге Катарине Франкопан.

## Светска слава
Јуначко дело Николе Зринског изазвало је дивљење читаве тадашње Европе. Знаменити француски кардинал Ришеље (Richelieu), министар на двору краља Луја XIII, написао је ово: „Чудо је требало да Хабзбуршко царство преживи,. И то чудо догодило се у Сигету." Четворица преживелих сигетских војника су касније откупљени, а међу њима је био нећак Николе Зринског, Гашпар Алапић, који је касније на хрватском, немачком и латинском језику верно описао сигетску катастрофу. Како су исцрпљени Турци изгубили око 30.000 војске, није им било друге него да одустану од инвазије на Беч и Европу.
Никола Зрински млађи (1620—1664), праунук Николе Зринског описао је у свом епском делу „Опсада Сигета“ херојску смрт свог прадеде 1566. године. Споменута поема писана је на мађарском језику.
Никола Зрински, данас се слави као највећи хрватски војни јунак, а данас га осим Хрвата, и Мађари сматрају својим националним јунаком. Међу бројним делима која су посвећена Зринском, посебно се издваја опера "Никола Шубић Зрински". У народним песмама је опеван као Бан Зрињанин.
Поводом 500. година од рођења овог, како су га назвали, „хрватског Леониде", у Чаковцу је подигнут споменик. Бронзани кип, висок око 3 метра, постављен је у парку уз велелепни дворац Зринских. Дана 6. децембра 2008. године, у присуству многих високих званица, споменик је свечано открио председник Хрватског сабора Лука Бебић.

## Занимљивости
Никола Зрински је цењен и поштован и у далеком Јапану, пре свега због своје часне и самурајске смрти. У част том чину, јапански мушки зборови често изводе арију из опере "Никола Шубић Зрински" коју су научили 1919. године, након што су се хрватски морнари (тада служећи Аустроугарској морнарици) повлачили из Сибира према домовини, али им се брод насукао покрај Шимоносекија, југозападно од Хоншуа у Јапану. Током поправке брода, морнари су били настањени у Кобеу, недалеко од Осаке, отприлике два месеца, где су локално становништво научили песму „У бој, у бој!"
- 26. фебруара 2006. године у дворани Кокугиан у Токију, јапански мушки збор од 1000 људи, вођен маестром Катсуаки Козаијем, певао је „У бој!", што је био рекорд такве врсте зборовског певања. Овај концерт посетило је 10.000 људи, а покровитељ концерта, између осталих, била је и хрватска амбасада у Јапану.

- Никола Шубић Зрински се у свом животу служио и глагољицом.

- Током рата у БиХ, бригада ХВО-а из Бусоваче је носила име Бригада „Никола Шубић Зрински“

## Породично стабло
|  |                         |  |  |  |  |  |  |  |  |  |  |  |  |  |  |  |
|  | 2. Nikola III Zrinski   |  |  |  |  |  |  |  |  |  |  |  |  |  |  |  |
|  |                         |  |  |  |  |  |  |  |  |  |  |  |  |  |  |  |
|  |                         |  |  |  |  |  |  |  |  |  |  |  |  |  |  |  |
|  | 1. Никола Шубић Зрински |  |  |  |  |  |  |  |  |  |  |  |  |  |  |  |
|  |                         |  |  |  |  |  |  |  |  |  |  |  |  |  |  |  |
|  |                         |  |  |  |  |  |  |  |  |  |  |  |  |  |  |  |
|  | 3. Jelena Karlović      |  |  |  |  |  |  |  |  |  |  |  |  |  |  |  |
|  |                         |  |  |  |  |  |  |  |  |  |  |  |  |  |  |  |
|  |                         |  |  |  |  |  |  |  |  |  |  |  |  |  |  |  |